# Aventurijn (school)
Aventurijn is een particuliere school te Loenen (Gelderland) vallend in de categorie van z.g. "B3-scholen". De Leerplichtwet kent onder artikel 1 verschillende categorieën scholen. De scholen die onder artikel 1, lid b onder 3 vallen, voldoen aan de Leerplichtwet, maar ontvangen geen subsidie.
Aventurijn beschouwt zichzelf als een van de zogenaamde "radicale onderwijsvernieuwers". Kinderen van 4 tot 23 kunnen er leren op hun eigen wijze, in hun eigen tempo en in de richting die zij willen. De school is geïnspireerd door de Pestalozzi school van Rebecca Wild in Ecuador en wordt ook in verband gebracht met Sudbury Valley School in de VS. In tegenstelling tot deze laatste is er op Aventurijn een ingeroosterd aanbod door (vak)leerkrachten en begeleiders. De leerlingen kunnen daar vrijelijk gebruik van maken. Het aanbod wordt dus niet afgedwongen; steeds wordt gezocht naar wat voor kinderen uitdagend is. Een kind kan op Aventurijn niet "blijven zitten" en er wordt ook als regel niet getoetst. Elk kind kan de keuze maken naar een bepaald niveau of vervolgonderwijs te worden opgeleid.
In 2001 meldde de Onderwijsinspectie aan de leerplichtambtenaar van de gemeente Apeldoorn dat zij van mening was, dat Aventurijn geen school zou zijn in de zin van de Leerplichtwet en dat ouders wier kind op Aventurijn zat dus in overtreding waren. Medeoprichter en ouder Michaël de Vos werd daarop aangeklaagd wegens overtreding van de Leerplichtwet. De kantonrechter vond het onderzoek van de leerplichtambtenaar en de uitkomsten "gebaseerd op drijfzand" en concludeerde tot vrijspraak.
In 2007 was een nieuwe Leerplichtwet in behandeling, die onder andere nieuwe definities geeft over wat een school is in wettelijke zin. De bedoeling van deze wetswijziging was de criteria die al golden voor het gesubsidieerde onderwijs deels ook voor niet-gesubsidieerde scholen te laten gelden. De Raad van State heeft negatief geadviseerd over dit wetsvoorstel omdat het de vrijheid van onderwijs zou beperken. De "niet bekostige" pionierende scholen waren fel gekant tegen deze wetswijziging, maar de Tweede Kamer en Eerste Kamer hebben het wetsvoorstel toch goedgekeurd. Het is sindsdien van kracht.
Aventurijn voldoet ondanks de wetswijzigingen nog steeds aan de Leerplichtwet. De onderwijsinspectie heeft de school meerdere malen bezocht en positief gerapporteerd. Voor de scholen die heel strikt het zgn. Sudbury Valley-model volgen is de situatie sinds 2007 bemoeilijkt.